# Río Salazar (Norte de Santander)
El río Salazar es un río de Colombia, Norte de Santander, un afluente del río Zulia que atraviesa el municipio de Salazar de Las Palmas y recibe a su paso diversas quebradas, de los cuales los principales afluentes son la Quebrada Amarilla y la Quebrada Aguablanca. En su curso, en los alrededores del municipio de Salazar de Las Palmas, se encuentran varios balnearios y sitios turísticos de importancia regional. 
El río nace a una altitud de 3580 m en el Parque natural regional Santurbán - Salazar de las Palmas en la vereda Pomarrosos. 